# Кучинский, Константин Алексеевич
Константин Алексеевич Кучинский (бел. Канстанцін Аляксеевіч Кучынскі; род. 15 июля 1998, Минск) — белорусский футболист, защитник клуба «Неман» Гродно.

## Клубная карьера
Является воспитанником минского РЦОР-БГУ, где его первым тренером был Протесеня Руслан Михайлович. В 2015 году подписал первый профессиональный контракт со «Звездой-БГУ». В её составе дебютировал в первой лиге 22 июля в гостевом матче с гомельским «Локомотивом», выйдя на замену на 86-й минуте вместо Анатолия Карпа. Всего за основной состав Кучинский провёл 4 матча.
В следующем сезоне на правах аренды находился в минском «Динамо», где выступал за дублирующий состав. По окончании срока аренды подписал полноценный контракт с «бело-голубыми».
В 2018 году на правах аренды выступал в первой лиге в составе клуба «Лида». Дебютный матч провёл 7 апреля против «Слонима», выйдя в стартовом составе. 7 сентября забил свой первый гол за команду. На 36-й минуте матча с «Нафтаном» Кучинский забил единственный мяч во встрече, принеся своему клубу победу во встрече. Всего на счету Константина по итогам сезона оказалось 2 мяча в 20 играх.
В 2019 году перед началом сезона перебрался в «Белшину» из Бобруйска, заключив арендное соглашение сроком на один год. Первую игру за новую команду провёл 13 апреля с брестским «Рухом». Всего на счету Кучинского 19 матчей в чемпионате, причём все в стартовом составе. По итогам сезона «Белшина» заняла первое место в турнирной таблице и стала победителем первой лиги Беларуси. В феврале 2020 года клуб подписал с новый контракт. Дебютировал в высшей лиге 22 марта в домашней игре с «Минском», завершившейся поражением бобруйской команды со счётом 1:3. В декабре покинул клуб.
С мая 2021 года стал привлекаться к составу минского «Динамо». Играл преимущественно за дубль, провёл два матча за клуб в Высшей лиге. В декабре 2021 года по окончании контакта покинул «Динамо».
В январе 2022 года тренировался с «Минском», а в феврале подписал соглашение с «Гомелем». Дебютировал за клуб 6 марта 2022 года в матче Кубка Беларуси против минского «Динамо». Первый матч за клуб в Высшей Лиге сыграл 20 марта 2022 года против дзержинского «Арсенала». Первым результативным действием отличился 7 апреля 2022 года в первом полуфинальном матче Кубка Беларуси против «Витебска», отдав голевую передачу. По итогу полуфинальных встреч футболист вместе с клубом вышел в финал Кубка Беларуси. Стал обладателем Кубка Беларуси, победив в борисовский БАТЭ.  В июле 2022 года футболист вместе с клубом отправился на квалификационные матчи Лиги конференций УЕФА. Первый матч сыграл 21 июля 2022 года против греческого «Ариса», которому уступили с разницей в 4 гола. Ответный матч прошёл 27 июля 2022 года, где гомельский клуб также проиграл и покинул стадию квалификаций. По итогу сезона футболист был одним из ключевых крайних защитников клуба.
В январе 2023 года футболист продлил контракт с «Гомелем». Новый сезон за клуб начал 25 февраля 2023 года в матче за Суперкубок Беларуси, где с минимальным счётом уступили солигорскому «Шахтёру». Первый матч в чемпионате сыграл 18 марта 2023 года против борисовского БАТЭ.
В марте 2024 года футболист стал игроком «Ислочи», подписав однолетний контракт.
В июле 2024 года футболист расторг контракт с «Ислочью» по соглашению сторон.

## Карьера в сборной
Выступал за юношеские и молодёжные сборные Беларуси.

## Достижения
Белшина
- Победитель первой лиги Беларуси: 2019

«Гомель»
- Обладатель Кубка Беларуси: 2021/22

«Неман» Гродно
- Обладатель Кубка Беларуси: 2024/25